# 21426 Davidbauer
21426 Davidbauer este un asteroid din centura principală de asteroizi.

## Descriere
21426 Davidbauer este un asteroid din centura principală de asteroizi. A fost descoperit pe 24 martie 1998 la Socorro, New Mexico, în cadrul proiectului LINEAR. Asteroidul prezintă o orbită caracterizată de o semiaxă mare de 2,32 ua, o excentricitate de 0,15 și o înclinație de 9,4° în raport cu ecliptica.